# Eulophia pulchra
Eulophia pulchra (Thouars) Lindl. è una pianta della famiglia delle Orchidaceae.

## Descrizione
È una orchidea geofita, dotata di pseudobulbi fusiformi-cilindrici, all'apice dei quali sono presenti da 2 a 4 foglie ellittiche, di consistenza coriacea, di colore verde brillante.
L'infiorescenza è composta da 15-20 fiori di colore dal giallo al verde chiaro, con strie purpuree sui lobi laterali del labello, all'apice del quale è presente una callosità di colore arancione.

## Distribuzione e habitat
La specie ha un ampio areale che si estende dall'Africa orientale (Tanzania, Mozambico, Zimbabwe, Madagascar, Réunion, Mauritius) attraverso il subcontinente indiano (India, Sri Lanka), l'Indocina (Thailandia, Myanmar, Malaysia peninsulare, Cambogia, Laos, Vietnam) e l'arcipelago malese (Borneo, Giava, Sulawesi, Sumatra, Piccole Isole della Sonda, isole Molucche, Nuova Guinea, Filippine) sino all'Australia (Queensland) e all'oceano Pacifico occidentale (Nuova Caledonia, isole Bismarck, isole Caroline, Figi, isole Marianne, isole Salomone, Tonga, Vanuatu).